# Adam Reichhart
Adam Władysław Reichhart (ur. 28 listopada 1937, zm. 4 maja 2020) – polski specjalista w zakresie budownictwa, dr hab. inż..

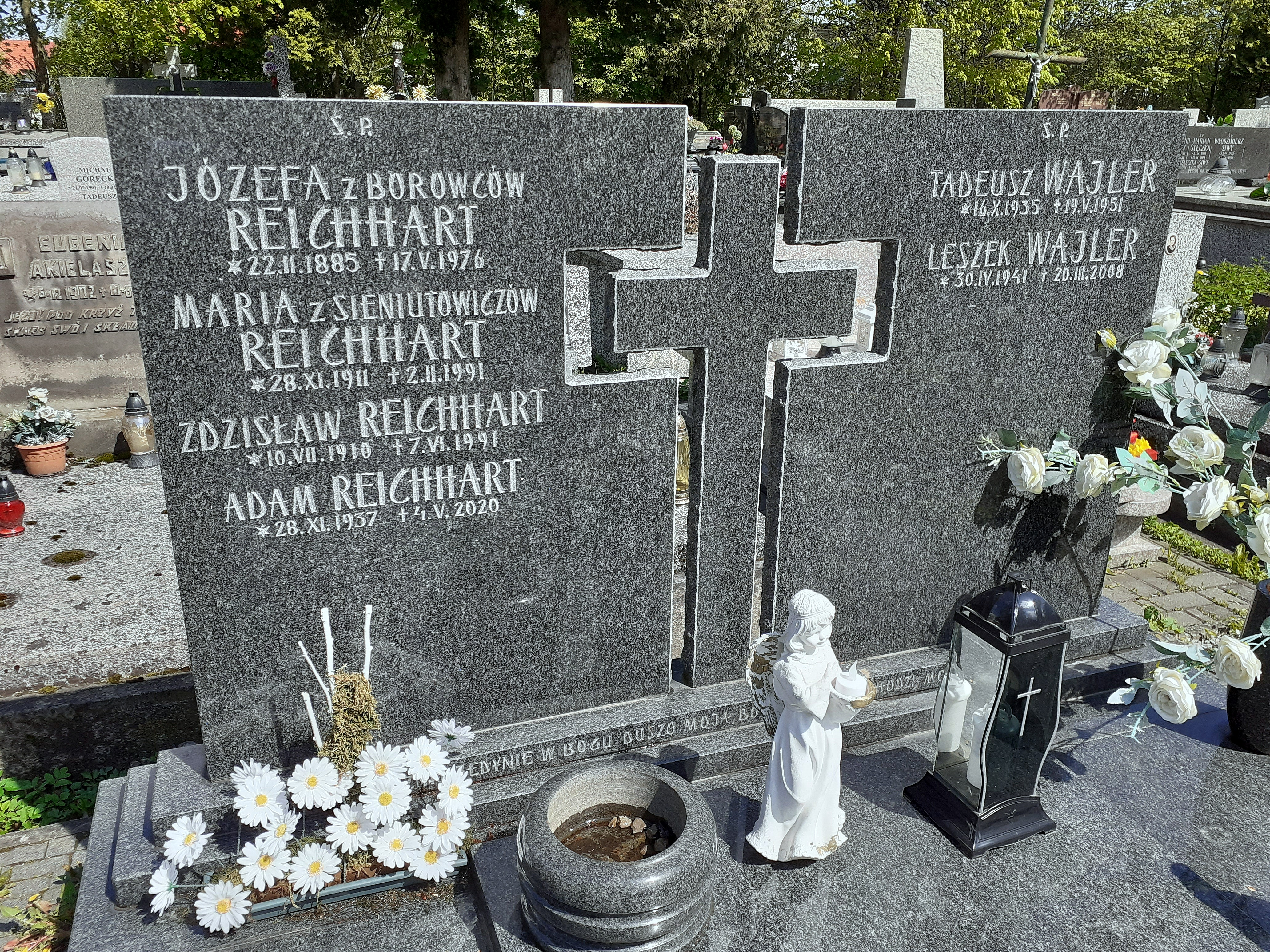
Grobowiec rodzinny Adama Reichharta

## Życiorys
Adam Reichhart urodził się 28 listopada 1937 r. we Lwowie. Od 1944 mieszkał w Rzeszowie, tam ukończył I Liceum Ogólnokształcące. W 1959 rozpoczął studia na Wydziale Budownictwa Politechniki Krakowskiej. W 1965 rozpoczął pracę w Zakładzie Geometrii Wykreślnej w Wyższej Szkole Inżynierskiej w Rzeszowie. Pierwsze prace badawczo-naukowe prof. Reichharta koncentrowały się wokół implikacji odwzorowań jednorzutowych w kształtowaniu konstrukcji budowlanych.
W 1974 obronił pracę doktorską, 11 grudnia 2002  habilitował się na podstawie pracy zatytułowanej Kształtowanie geometryczne i konstrukcyjne powłok z blach fałdowych. Został zatrudniony na stanowisku profesora nadzwyczajnego w Katedrze Konstrukcji Budowlanych na Wydziale Budownictwa, Inżynierii Środowiska i Architektury Politechniki Rzeszowskiej.
Zmarł 4 maja 2020. Został pochowany 7 maja 2020 na cmentarzu Pobitno w Rzeszowie.